# Rita Matias
Rita Maria Cid Matias (Setúbal, 17 de outubro de 1998) é gestora financeira, comentadora política e política portuguesa. Atualmente, desempenha as funções de deputada à Assembleia da República, vice-presidente do grupo parlamentar, adjunta da direção nacional do partido e coordenadora da direção nacional da Juventude CHEGA.
Em janeiro de 2025, foi anunciada pelo CHEGA, que seria a cabeça de lista para a câmara municipal de Sintra nas eleições autárquicas de 2025. É católica praticante e assume-se como conservadora de direita e ativista do movimento antiaborto, sendo contra o aborto em quaisquer circunstâncias, apesar de não ser esta a posição oficial do CHEGA.

## Vida Pessoal
Filha de Manuel Matias, ex-líder do Partido Cidadania e Democracia Cristã, de caráter populista e defensor da doutrina social da Igreja.
Formou-se em Ciência Política no ISCTE e está atualmente a concluir o seu mestrado em Ciência Política e Relações Internacionais na Faculdade de Ciências Sociais e Humanas da NOVA.
É neta de uma moçambicana de origem goesa, filha de um casal católico natural de Goa, então território da Índia Portuguesa, que emigrou para Moçambique durante o período colonial. Após a descolonização de África, a avó materna fixou-se em Portugal, trazendo consigo esta componente luso-asiática da linhagem familiar.
Esta ascendência, amplamente apontada em fóruns públicos, traduz uma herança luso‑indiana e africana por via materna. O nome da mãe de Rita Matias não é do domínio público, não constando de qualquer perfil biográfico, entrevista ou registo partidário conhecido até à data. Numa entrevista, foi confrontada com o caso de uma criança de 10 anos que ficou grávida na sequência de uma violação nos Estados Unidos da América, tendo comentado que seria contra o aborto nesse caso, devido ao seu posicionamento pró-vida.

## Atividade política
Rita Cid Matias iniciou a sua atividade política na Juventude Popular do CDS-PP, mas acabou por sair, pois não se "identificava com o projeto e as ideias" do partido. Segundo a própria, a entrada no Chega “não foi por acaso”, mas também não resultou de um impulso imediato, já que conheceu o partido através do pai, tendo demonstrado reservas quanto à sua linha política. Quando o Partido Pró-Vida (PPV) e o Chega decidiram coligar-se, Rita dirigiu-se a Manuel Matias com críticas, afirmando: “É o maior erro que podem fazer”, e chegou mesmo a classificar o Chega como “populista” e “possível fracasso”.
Em 2019, como monitora num campo de férias organizado pela Câmara Municipal do Seixal e pela Missão Diplomática da Palestina, Rita Matias participou num acampamento que acolheu 22 jovens palestinianos. Nessa ocasião, descreveu a experiência da seguinte forma:
Foi uma experiência capaz de gerar memórias e laços de amizade para vida, foi também transformadora para nós, jovens portugueses, na medida em que compreendemos que não muito longe de nós e em pleno século XXI, existem pessoas absolutamente talentosas e generosas que todos os dias sofrem atentados à sua dignidade humana. Foi um confronto para a nossa liberdade, saber que neste mundo ocorrem atrocidades e injustiças tamanhas. Foi desconcertante na medida em que a dor deles agora também nos dói, a falta de liberdade deles também nos oprime. O conflito que conhecíamos dos livros de história e dos jornais, personaliza-se agora na vida de cada um dos jovens que viveram esta semana connosco. Esta semana é prova de que os estereótipos podem ser ultrapassados e que a cooperação e a união pode ultrapassar qualquer barreira, até barreiras culturais ou linguísticas. Acredito que estas vidas podem alcançar e sensibilizar outras vidas. Poderemos não ter a capacidade de resolver um conflito internacional, podermos não ter a capacidade de estabelecer a paz, mas podemos demonstrar o nosso apoio a este povo. Concluo com uma partilha, perguntei a um dos jovens palestinos o que poderia fazer para mudar a vida destas pessoas. A resposta foi pronta e simples, pediu-me apenas que pensasse na Palestina 10 minutos por dia. Então convido-o a fazer o mesmo, reflita comigo: A resposta ao sofrimento de um povo não deveria de ser a indiferença. Não fique indiferente!

Posteriormente, mudou de ideias e tornou-se militante do Chega. Na segunda convenção do Chega, em Évora, foi convidada a entrar na direção do partido por André Ventura. Na ocasião, apresentou uma moção que fazia apologia a uma "IV República, baseada nos valores da família, da vida e da dignidade humana".
Assumiu os seus cargos como dirigente nacional a cuidar das redes sociais de André Ventura e do próprio partido. [carece de fontes?] Em uma entrevista ao jornal i, relatou o facto de ter recebido ameaças de morte e mensagens de ódio. Também mencionou que as suas referências políticas são a primeira-ministra italiana e líder do partido Fratelli d'Italia, Giorgia Meloni, e a presidente do VOX Madrid, Rocío Monasterio, ambas dirigentes de partidos de extrema-direita. Foi candidata nas eleições autárquicas de 2021 à Câmara Municipal de Alcochete.
Numa entrevista ao jornal Observador, afirmou que o grande objetivo da Juventude CHEGA é “entrar” nas universidades e difundir a mensagem do CHEGA. Assume que existe um objetivo claro em fortalecer a proteção da Juventude do partido à entrada de extremistas e de jovens que fizeram parte de movimentos com menos visibilidade e que buscam no partido uma espécie de trampolim para o crescimento.
Define-se como antifeminista, por considerar que a luta feminista “nos deixa cativas de uma narrativa em que a complementaridade que pode haver entre homem e mulher é subvalorizada”. Na quarta convenção do partido, criticou a esquerda, mencionando que Portugal está "amordaçado e aprisionado" por "teias marxistas", esmagado pelo peso do Estado, com uma nova geração "complexada" e viciada numa "cultura de cancelamento" que faz de todos os "homens brancos e heterossexuais opressores".
Em dezembro de 2021, numa conferência de imprensa, André Ventura nomeou-a como mandatária da Juventude nas eleições legislativas de 2022. Posteriormente, integrou o terceiro lugar na lista de deputados à Assembleia da República pelo círculo eleitoral de Lisboa, sendo, portanto, a primeira mulher, atrás apenas de André Ventura e Rui Paulo Sousa. Acompanhou a comitiva do presidente do partido durante toda a campanha eleitoral, sendo uma das responsáveis por filmar as ações de campanha para as redes sociais.
No XI Conselho Nacional do partido, elogiou André Ventura e centrou a sua intervenção em sua defesa, dizendo que ele "representa as chagas de Cristo que temos na nossa bandeira" e que "está disposto a derramar o seu sangue, suor e lágrimas por este país, por este partido". Apelou ainda ao fim das disputas internas e à esperança, dizendo: "Tragam o verde de nossa bandeira também para o nosso partido, tragam a esperança".
A 13 de janeiro de 2024, o presidente do CHEGA André Ventura, anunciou que seria a mandatária nacional para as eleições legislativas de 2024, afirmando que "Os jovens são a nossa prioridade e o regresso deles o nosso desígnio". A 25 de janeiro de 2024, André Ventura promoveu-a como cabeça de lista pelo círculo eleitoral de Setúbal nas eleições legislativas de 2024, sendo anunciada como mandatária nacional do partido.
No final de maio de 2024, foi anunciado pelo novo canal de televisão News Now que seria uma das protagonistas como comentadora política em horário nobre. Segundo Carlos Rodrigues, diretor-geral editorial da Medialivre e diretor do Now e da CMTV, Rita Matias é "um dos nomes para os frente-a-frente em horário nobre. Uma jovem política que tem uma enorme tração nas redes sociais, universo no qual faremos uma grande aposta."
Em janeiro de 2025, o partido Chega anuncia que Rita Cid Matias será a candidata à presidência da Câmara Municipal de Sintra nas eleições autárquicas de 2025, que se realizaram em setembro desse ano.

## Deputada à Assembleia da República

### XV Legislatura da República Portuguesa
A 30 de janeiro de 2022, Rita Maria Cid Matias foi eleita deputada à Assembleia da República pelo CHEGA, pelo círculo eleitoral de Lisboa. No dia 4 de abril de 2022, fez a sua primeira visita oficial enquanto deputada, juntamente com o deputado Gabriel Mithá Ribeiro, ao aterro da Azambuja. Durante a visita, conheceram as queixas da população, numa altura em que o aterro se encontra fechado por ter atingido a sua capacidade máxima, estando atualmente na fase de selagem.
Na sua primeira intervenção no plenário, focou-se em questões relacionadas com os jovens e desafiou o governo a encontrar "um T0 ou T1 até 581 euros": "talvez apenas uma tenda no parque de campismo". Falando ainda nas questões programáticas das escolas, disse que o programa do governo "promete uma mão cheia de nada aos jovens portugueses". No dia 19 de abril, acompanhou os deputados André Ventura, Pedro Pinto e Pedro Frazão à Porta do Colégio Planalto, numa ação para sensibilizar os pais e alunos e exigir ao Governo o fim da obrigatoriedade do uso de máscaras, sobretudo em meio escolar.
Em debate com o governo, criticou que o Plano Nacional de Reformas "perpetua apenas a hipocrisia da falsa preocupação ambiental socialista", considerando que "nos últimos anos o Governo apenas conseguiu aumentar a dependência energética do exterior" e que, sobre a soberania energética, o documento não diz "absolutamente nada".
Numa declaração política, em plenário, na Assembleia da República, afirmou que era necessário um apoio à família, à vida e à habitação: "apresento aqui o pedido de que apostem verdadeiramente numa política de apoio à família, numa política de apoio à cultura da vida e que apoiem concretamente a habitação, que combatam a precariedade do emprego jovem e que combatam todos os atentados às mulheres e mães". Defendeu que "os jovens não se estabelecem enquanto adultos independentes" e "são empurrados para a emigração porque em Portugal "só podem esperar condições de trabalho precárias, estágios não remunerados ou filas à porta do centro de desemprego". Considerou ainda, que as "políticas públicas dos últimos anos são um atentado às famílias portuguesas", apontando que “na hora de constituir família” os “portugueses não querem apenas abonos de 50 euros por mês e subsídios à moda clientelista socialista”.
Visitou a Federação Pela Vida, juntamente com os deputados André Ventura e Jorge Valsasina Galveias, em apoio à realização de um Referendo sobre a Eutanásia.
No parlamento, criticou a iniciativa do PAN para a criação de uma licença menstrual de três dias, considerando que a medida "aumenta o fosso salarial entre as mulheres" e dificulta o acesso ao emprego, acusando Inês Sousa Real: "Não precisamos do seu feminismo bacoco".
Numa interpelação ao governo, acusou a atual classe política de ser uma "classe de carpideiras" que vem chorar depois de as tragédias acontecerem no que toca aos incêndios e diz que "o Executivo não pode transferir responsabilidades aos municípios".
No Orçamento de Estado de 2023, considerou que a proposta de Orçamento do Estado mostre um “desprezo” pelas novas gerações. Referindo de seguida o preço das rendas e a falta de oferta de alojamento estudantil para criticar "o apoiozinho de 200 euros" que o Governo prevê e que "já peca por tardio".
Em declarações aos jornalistas, relativamente ao modelo de propinas das universidades, afirmou que o Chega defende que deveria "ser ao contrário: os jovens não deveriam ter de pagar propinas enquanto estão a estudar no ensino superior", mas sim pagar mais tarde quando estiverem a trabalhar, pois, segundo a deputada, “isso traria solidez e o valor necessário nos primeiros anos enquanto frequentamos o ensino superior”.
A 16 de novembro de 2023, esteve presente na NOVA FCSH, para contestar a greve climática estudantil, distribuindo panfletos a satirizar o ativismo climático. A comitiva do Chega acabou por ser vaiada por uma multidão de estudantes da instituição. Apesar da polícia ter afirmado que tinha evitado qualquer violência na manifestação, Rita Cid Matias alegou que os estudantes a teriam agredido, tendo avançado com uma queixa-crime.

#### Comissões Parlamentares - XV legislatura
- Comissão de Ambiente e Energia [Coordenadora do Grupo Parlamentar na Comissão];
- Comissão de Educação e Ciência [Suplente].

### XVI Legislatura da República Portuguesa
A 10 de março de 2024, Rita Matias foi eleita deputada à Assembleia da República pelo CHEGA, pelo círculo eleitoral de Setúbal. Foi indicada em abril de 2024, por André Ventura que seria vice-presidente da bancada parlamentar do partido.
Em entrevista ao Observador, a deputada do CHEGA criticou severamente o governo da Aliança Democrática (AD) por adotar uma postura inflexível em relação a questões europeias durante as eleições europeias de 2024. [carece de fontes?] Criticou ainda a prevalência da influência pessoal, conhecida geralmente por "cunha", na sociedade portuguesa, implicando que as conexões pessoais são frequentemente mais importantes do que o mérito ou as políticas transparentes. Em um debate na CNN Portugal, acusou a AD de ser a "direita que a esquerda gosta".
No primeiro debate quinzenal da XVI legislatura com o novo primeiro-ministro, Luís Montenegro, Rita Cid Matias disse que Montenegro deveria marcar uma posição sobre a ideologia de género "que tem assolado as escolas de Portugal". Referiu também que a direita tinha maioria no Parlamento e que, por isso mesmo, "o PSD não deve continuar a ser um partido indefinido nestas matérias". Além disso, mencionou ainda que, nos dias de hoje, existe "um combate da esquerda à identidade e à família. À direita não basta vencer as eleições se as instituições de educação e da democracia estiverem dominadas por uma cultura de esquerda".
Na Comissão de Orçamento e Finanças na Assembleia da República, numa audição com a Ministra da Juventude e Modernização, Margarida Balseiro Lopes, Rita Cid Matias confrontou a Ministra e acusou-a de ser o “cavalo de Troia para a agenda ‘woke’ deste Governo”; aproveitando ainda para questionar: "A senhora ministra vai abraçar todas estas agendazinhas do racismo, da discriminação, da orientação sexual, do feminismo radical, porque este é o seu papel de pivô no Governo?”.

#### Comissões Parlamentares - XVI legislatura
- Comissão de Ambiente e Energia [Vice-Presidente da Comissão];
- Comissão de Educação e Ciência [Suplente].

### XVII Legislatura da República Portuguesa
A 18 de maio de 2025, foi re-eleita deputada à Assembleia da República pelo CHEGA, pelo círculo eleitoral de Setúbal, mantendo-se como vice-presidente do Grupo Parlamentar

## Resultados Eleitorais

### Eleições legislativas
| Data | Partido | Partido | Círculo eleitoral | Posição     | CI.     | Votos          | %             | +/-    | Status | Notas                           | Ref    |
| ---- | ------- | ------- | ----------------- | ----------- | ------- | -------------- | ------------- | ------ | ------ | ------------------------------- | ------ |
| 2022 |         | CH      | Lisboa            | 3.º (em 48) | 4.º     | 91 889         | 7,77 / 100,00 | 5,77   | Eleita | Coordenadora da Juventude CHEGA | [ 57 ] |
| 2024 | Setúbal | CH      | 1.º (em 19)       | 2.º         | 102 077 | 20,31 / 100,00 | 11,28         | [ 51 ] | Eleita | Coordenadora da Juventude CHEGA |        |
| 2025 | Setúbal | CH      | 1.º (em 19)       | 1.º         | 129 569 | 26,38 / 100,00 | 6,07          | [ 58 ] | Eleita | Coordenadora da Juventude CHEGA |        |

### Eleições autárquicas
| Data | Partido | Partido | Concelho  | Posição     | Cl. | Votos | %             | Status     | Notas | Ref    |
| ---- | ------- | ------- | --------- | ----------- | --- | ----- | ------------- | ---------- | ----- | ------ |
| 2021 |         | CH      | Alcochete | 2.º (em 7)  | 5.º | 468   | 5,24 / 100,00 | Não eleita |       | [ 59 ] |
| 2025 |         | CH      | Sintra    | 1.º (em 11) |     |       | 0,00 / 100,00 |            |       | [ 60 ] |